# Styloniscus mauritiensis
Styloniscus mauritiensis är en kräftdjursart som först beskrevs av Barnard 1936B.  Styloniscus mauritiensis ingår i släktet Styloniscus och familjen Styloniscidae. Inga underarter finns listade i Catalogue of Life.